# Who Are You (serie de televisión tailandesa)
Who Are You (tailandés: Who Are You – เธอคนนั้น คือ ฉันอีกคน, inglés: Who Are You – Thoe Khon Nan Khue Chan Ik Khon) es una serie de televisión tailandesa producida por GMMTV y emitida por GMM 25 y Line TV desde el 2 de mayo hasta el 28 de junio de 2020, protagonizada por Tipnaree Weerawatnodom, Perawat Sangpotirat y Kay Lertsittichai. La serie es una adaptación del drama coreano de 2015, Who Are You: School 2015.

## Sinopsis
Después de soportar una cruel intimidación, la estudiante huérfana, Mind (Tipnaree Weerawatnodom), intenta quitarse la vida con la esperanza de escapar de sus problemas. Milagrosamente, sobrevive con la pérdida de toda la memoria y se despierta con una nueva vida mientras toma la identidad de Meen (Tipnaree Weerawatnodom). Mind y Meen no podrían ser más diferentes, por supuesto, además del hecho de que son gemelos idénticos. Al vivir como Meen, Mind tiene la oportunidad de conocer a Natee (Perawat Sangpotirat), una joven atleta de natación que es la amiga cercana de Meen, y a Gunkan (Kay Lertsittichai), un chico guapo y travieso en la escuela que luego viene a ayudarla a recuperar su cuerpo perdido. recuerdos. Pero, a medida que pasa el tiempo, revelar la verdad hace que sienta más dolor del que jamás había experimentado.

## Reparto

### Personajes principales
- Tipnaree Weerawatnodom (Namtarn) como Meennara Nunnithisopa (Meen) / Manita Euarak (Mind)
- Perawat Sangpotirat (Krist) como Natee (Na)
- Kay Lertsittichai como Gunkan (Gun)

### Personajes secundarios
- Ployshompoo Supasap (Jan) como Tida Traiwitsakul
- Harit Cheewagaroon (Sing) como Chaowat (Pete)
- Apichaya Saejung (Ciize) como Lyla
- Juthapich Indrajundra (Jamie) como Arisara (Kat)
- Nuttawut Jenmana (Max) como maestro Q
- Mayurin Pongpudpunth (Kik) como Kwan

La madre de Meen
- Alysaya Tsoi (Alice) como maestra May
- Songsit Roongnophakunsri (Kob) as Korn

El padre de Gun / director de Panyasorn College
- Apasiri Nitibhon (Um) como Pacharee

La madre de Pete / Presidenta de la Asociación de Padres
- Santisuk Promsiri (Noom) como Leng

El padre de Natee
- Wanwimol Jensawamethee (June) como June
- Krittanai Arsalprakit (Nammon) como Damrong (Gus)
- Napasorn Weerayuttvilai (Puimek) como Kannika (Koykaew)
- Kallaya Lertkasemsab (Ngek) como Darunee

La madre de Tida
- Surasak Chaiyaat (Noo) como Thanadol

El padre de Tida
- Panadda Wongphudee (Boom) como Mew

La madre de Gun
- Kittipat Chalaruk (Golf) como profesor An
- Thanaboon Wanlopsirinun (Na) como el entrenador James

Entrenador de natación de Natee
- Lapisara Intarasut (Apple) como Ning